# UP (letecká společnost)
UP byla nízkonákladová značka izraelské letecké společnosti El Al. Ta ji představila v roce 2013. Své lety zahájila v roce 2014, a to do pěti destinací – Berlína, Budapešti, Kyjevu, Larnaky a Prahy. Základnu měl UP na Tel Avivském letišti. Ze začátku měla společnost převedených od El Al pět letadel, k roku 2017 byly čtyři. Jednalo se o Boeingy 737-800 s kapacitou 180 cestujících.
V lednu 2018 bylo oznámeno, že společnost El Al bude do půlky roku 2018 rušit lety UP a nahrazovat je vlastními lety, přičemž přidá nové tarify, které se přiblíží nízkonákladovým cenám.